# Сербська гімназія (Баутцен)

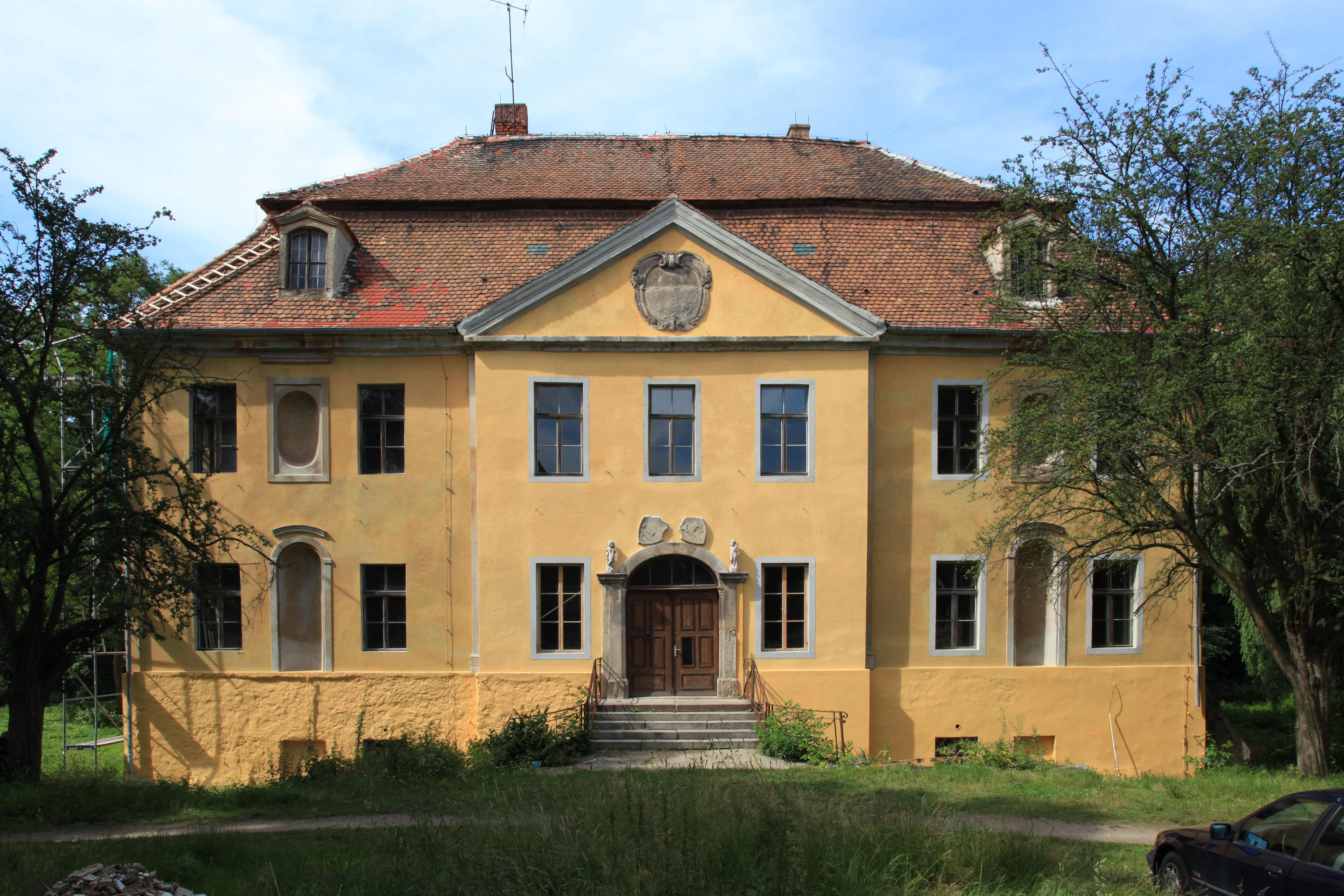
Будівля колишнього інтернату в Радіборі

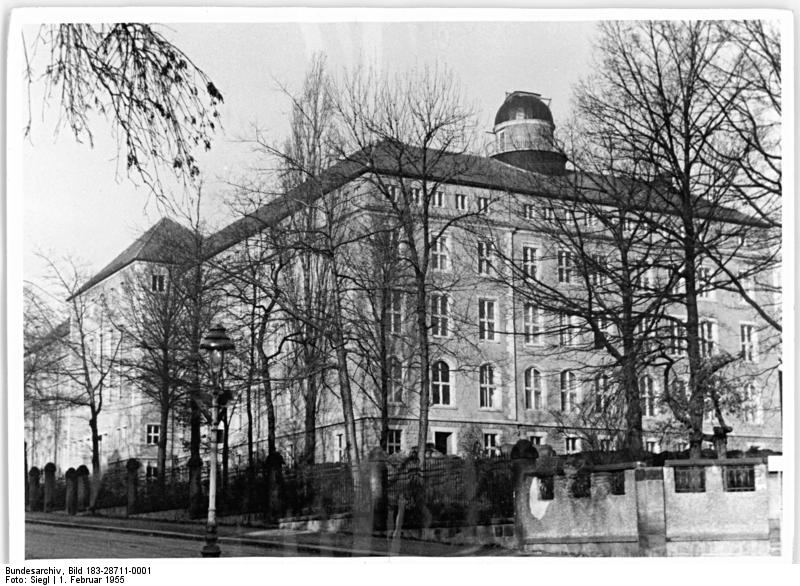
Сербська гімназія в 1955 році

Сербська гімназія, повне найменування — Сербська гімназія Будишин (в-луж. Serbski gymnazij, нім. Sorbisches Gymnasium Bautzen) — найменування середнього навчального закладу, що знаходиться в Німеччині в місті Бауцен на вулиці Friedrich-List-Straße. Єдиний середній навчальний заклад в Німеччині, в якому викладання ведеться повністю на верхньолужицькій мові.

## Історія
Сербська гімназія була заснована 1 вересня 1947 року у місті Баутцен. Спершу Сербська гімназія розташовувалася у католицькому вищому педагогічному училищі, яке сильно постраждало під час Другої світової війни. У 1937 році після закриття педагогічного училища у будівлі розташовувалася Митна школа. Під час війни у будівлі перебував воєнний шпиталь. З найпершого періоду свого існування Сербська гімназія мала характер інтернату і приймала на вишкіл тих, що навчалися з віддалених лужицьких сіл. У будівлі також діяв Інститут підготовки лужицьких учителів. З 1960 року у садибі Радібора перебував філіал Сербської гімназії, у котрім проживало приблизно 60 хлопчиків.
З 1949 року у Сербський гімназії діють молодіжний ансамбль, дитячий хор і оркестр.
У 2007—2008 роках будівлю Сербської гімназії було відремонтовано. З цієї пори у будівлі діє початкова школа для лужицьких дітей. По даним на 2012 рік Сербську гімназію закінчило близько 2700 учнів.
На теперішній час в залежності від навичок володіння верхньолужицькою мовою класи ділять на групи A і B. У класах групи А більшість предметів викладаються на верхньолужицькій мові. Класи групи B передбачені для дітей, які однаково володіють німецькою і верхньолужицькою мовами. За вибором учнів викладаються французька, англійська, чеська і російська мови.

## Відомі викладачі
- Фрідо Метшк — перший директор гімназії з 1949 року по 1955 рік;
- Ян Бук — лужицький художник;
- Богна Коренга — лужицька телеведуча;
- Мерана Цушцина — лужицька письменниця і поетеса.

## Відомі випускники
- Бено Будар — лужицький письменник, поет і журналіс;
- Станіслав Тілліх — німецький політик;
- Любіна Гайдук-Вельковіч — лужицька письменниця.